# Karakas Éva
Karakas Éva (Budapest, 1922. február 15. – Budapest, 1995. május 6.) magyar nemzetközi sakknagymester, sakkolimpikon, nyolcszoros magyar bajnok, szenior sakkvilágbajnok, sakkpedagógus, szakíró, mesteredző.
Leánykori nevén Fürst Éva, majd Kertész Béláné, Karakas Gyuláné, és dr. Ladányi Ferencné néven is szerepelt. A női nagymesteri címet 1982-ben életműve elismeréseként kapta meg. Pályafutása során nyolcszor nyert magyar bajnokságot. Első női versenyzőnk, aki a világbajnokjelöltek között szerepelt. Négy alkalommal játszott a világbajnokjelöltek versenyén, háromszor nyerte meg a női szenior világbajnokságot. Hosszú éveken át a magyar levelezési sakkválogatott éltáblása volt.
A sakk sportágban az első magyar női mesteredző (1981).

## Élete és sakkpályafutása
Sakkpályafutását a Kistextben kezdte, egy év múlva a Vörös Meteor tagja, majd az MTK-VM lett az egyesülete.
28 évesen ült először sakktábla elé, és már a következő évben, 1951-ben Lángos Józsával holtversenyben első, a bajnoki címet eldöntő páros mérkőzés eredményeként kapott ezüstérmet a magyar bajnokságon. 1952-ben ismét ezüstérmes, majd 1954-ben és 1956-ban 1. helyezett, 1957-ben bronzérmes, 1958-ban és 1960-ban 2. helyezett. 1962-ben ismét bajnok, 1963-ban bronzérmes, 1965-ben és 1966-ban aranyérmes, 1967-ben bronz-, 1970-ben és 1971-ben ezüstérmes, és végül 1975-ben és utoljára 1976-ban, 54 éves korában ismét bajnoki címet szerzett. Utolsó bajnoki érmét, egy bronzérmet 1980-ban, 58 éves korában szerezte.
A női nagymesteri címet 1982-ben életműve elismeréseként kapta meg. Pályafutása során nyolcszor nyert magyar bajnokságot. Első női versenyzőnk, aki a világbajnokjelöltek között szerepelt: 1955 és 1964 között négy alkalommal játszott a világbajnokjelöltek versenyén, háromszor nyerte meg a női szenior világbajnokságot. Hat alkalommal játszott zónaközi versenyen, ebből két alkalommal az első helyen jutott tovább.
Három ízben vett részt sakkolimpián, a magyar válogatott csapat éltáblásaként (1957, 1963, 1966). Két alkalommal (1974-1979 és 1980-1986) szerepelt a levelezési sakkolimpián a magyar válogatottban.
Jelentős az edzői tevékenysége is: olyan női és férfi nagymestereket indított útnak, mint pl. a Polgár nővérek, Pintér József, Kas Rita vagy Ivánka Mária. A Támadás a király ellen című televíziós sakkműsor vezetője volt. A Farkasréti temetőben helyezték örök nyugalomra.

## Legfőbb eredményei
- 8 magyar bajnoki cím
- Világbajnokjelöltek versenye, Plovdiv, 1959 (7. hely)
- Női szenior világbajnokságon első helyezett: 1991, 1992, 1994

## Publikációi
A magyar televízióban 1966-tól 1983-ig a Támadás a király ellen, a Csata fekete-fehérben és a Sakk-Matt című műsoroknak is vezetője, szövegírója volt, majd 1974-ben megjelent Támadás a király ellen című könyve, amely három kiadást élt meg.
- Támadás a király ellen, Sport Lap- és Könyvkiadó, Budapest (1974) ISBN 963 253 203 1
- Támadás a király ellen, Sport Lap- és Könyvkiadó, Budapest  (1976) ISBN 963 253 272 4
- Támadás a király ellen, Sport Lap- és Könyvkiadó, Budapest  (1986) ISBN 963 253 437 9

## Díjai, elismerései
- A Magyar Népköztársaság Érdemes Sportolója (1968)[4]
- Magyar Népköztársaság Sport Érdemérem arany fokozat (1983)[5]